# Аргентино-перуанские отношения
Аргентино-перуанские отношения — двусторонние дипломатические отношения  между Аргентиной и Перу. 

## История
В 1942 году Буэнос-Айрес выступил в качестве одного из гарантов Договора, который должен был разрешить пограничный конфликт между Перу и Эквадором. В 1982 году Республика Перу стала одной из немногих стран оказавшей помощь Аргентине в её войне с Великобританией за контроль над Фолклендскими островами. В 1995 году между Перу и Эквадором вновь вспыхнул вооружённый конфликт. Аргентина тайно заняла сторону Эквадора и поставила около 75 тонн оружия в эту страну. Действия Аргентины были незаконными так как она являлась одним из гарантов Договора по прекращению огня между Перу и Эквадором, а также была посредником в комиссии по разрешению данного пограничного спора. Аргентина поставила в Эквадор: 105-ти и 155-ти миллиметровые пушки, винтовки, пистолеты, тяжелые орудия и минометы на общую сумму 34 млн. долларов США. 
По документам данные вооружения якобы направлялись в Каракас, Венесуэлу. После того, как вскрылся факт обмана, аргентинские чиновники заявили, что оружие на самом деле поставлялось в Венесуэлу, а попало в Эквадор вследствие технической ошибки. Однако, Венесуэла отвергла факт покупки аргентинского оружия заявив, что все подписи венесуэльских чиновников в документах подделаны. После данного инцидента отношения между Аргентиной и Перу фактически были заморожены, контакты сведены к минимуму. В марте 2010 года президент Аргентины Кристина Фернандес де Киршнер прибыла с официальным визитом в Лиму, став первым аргентинским лидером посетившим Перу за последние 16 лет. Президент Аргентины принесла официальные извинения за факт продажи оружия Эквадору президенту Перу Алану Гарсии и лидеры этих стран подписали двустороннее соглашение о стратегической ассоциации. Президента Аргентины сопровождали 140 представителей аргентинских предприятий, которые со своими перуанскими коллегами работали над создание двунационального делового совета с целью расширения экономического сотрудничества между двумя странами.

## Торговля
В 2008 году объём товарооборота между странами составил сумму 1,4 млрд долларов США. В 2010 году аргентинские инвестиций в экономику Перу составили сумму около 3 млрд. долларов США.